# Château de Yonezawa
Le château de Yonezawa (米沢城, Yonezawa-jō) est un château japonais de plaine situé au centre de la ville de Yonezawa au sud de la préfecture de Yamagata. Pendant toute l'époque d'Edo le château de Yonezawa sert de résidence au clan Uesugi, daimyos du domaine de Yonezawa.

## Histoire
Le premier château sur ce site remonte au milieu de l'époque de Kamakura. Ōe Tokihiro, plus jeune fils de Ōe no Hiromoto, un des principaux vassaux du shogunat de Kamakura reçoit des terres dans la province de Dewa et change son nom pour celui de Nagai Tokihiro en 1238. Les Nagai continuent à régner pendant environ cent cinquante ans puis sont supplantés à l'époque Sengoku par le clan Date. Le célèbre chef de guerre Date Masamune naît au château de Yonezawa. Après que Date Masamune a défait le clan Ashina en 1589, il déménage son château principal (château de Kurokawa) à Aizu et nomme Date Munekiyo responsable de Yonezawa. Cependant, Toyotomi Hideyoshi n'est pas d'accord et contraint Masamune à revenir à Yonezawa. En 1591, Masamune déménage au château d'Iwadeyama sur ordre de Hideyoshi, cédant le château de Yonezawa à Gamō Ujisato. Lorsque Gamō Hideyuki, le fils d'Ujisato, est transféré à Utsunomiya en 1597, le château passe à Uesugi Kagekatsu en tant que partie des vastes possessions (revenus de 1 200 000 koku) situées à Aizu. Le chambellan de l'époque est Naoe Kanetsugu.
Cependant, après la bataille de Sekigahara, les Uesugi sont dessaisis de la plupart de leurs biens par Tokugawa Ieyasu et réduits à un domaine de 300 000 koku centré sur Yonezawa. De 1608 à 1613, les Uesugi rénovent entièrement le château. Toutefois, en raison de la réduction de la taille de leurs avoirs par rapport à Aizu et à la suspicion avec laquelle le clan est considéré par le shogunat Tokugawa, les œuvres en terre défensives ne sont pas doublées par de la pierre et le tenshu (donjon) est modestement limité à deux étages. Les Uesugi déplacent également la tombe de leur fondateur, Uesugi Kenshin de la province d'Echigo à l'intérieur des murs du château de Yonezawa. En 1664, les revenus du clan sont diminués de moitié passant à 150 000 koku, ce qui les oblige à mettre à pied de nombreux samouraïs et pour beaucoup d'autres à pratiquer l'agriculture à temps partiel. Cependant, le château reste dans les mains du clan Uesugi jusqu'à la restauration de Meiji.
Après l'abolition du système han en 1871, le domaine de Yonezawa devient la préfecture de Yonezawa et en 1872 le Uesugi-ji, sanctuaire honorant les ancêtres du clan Uesugi, est créé dans l'enceinte du château. Toutes les structures restantes sont démolies en 1873 et dans la deuxième enceinte est construit l'actuel hôtel de ville de Yonezawa. L'enceinte principale est transformée en un parc public en 1874. Le Uesugi-ji est transféré à son emplacement actuel sur le dessus du site du donjon en 1876.